# John Seymour Mellor
John Seymour Mellor, britanski general, * 1882, † 1962.